# New Morning
New Morning — одинадцятий студійний альбом  американського автора-виконавця пісень Боба Ділана, виданий 21 жовтня 1970 року лейблом Columbia Records.

## Про альбом
Платівка, більш коротка і безпосередня ніж Self Portrait, вийшла всього лише через 4 місяці, однак отримала набагато більше теплих відгуків від фанів та критиків. Приємним для слухачів став той факт, що на альбомі Ділан знову співає своїм «носовим» голосом, який він не використовував,  починаючи з альбому 1967 року John Wesley Harding.
Альбом досягнув 7-ї позиції у США, швидко ставши золотим, а також 6-им альбомом Ділана, який зайняв перший рядок у чартах Британії. Найвідоміша пісня з альбому «If Not For You», кавер-версію якої зробив Джордж Харрісон; пісня стала популярна у виконанні Олівії Ньютон-Джон у 1971 році. Браян Феррі включив свою версію цієї пісні в альбом Dylanesque.

## Список пісень
Усі пісні написані Бобом Діланом.
| Перша сторона | Перша сторона           | Перша сторона |
| #             | Назва                   | Тривалість    |
| ------------- | ----------------------- | ------------- |
| 1.            | «If Not for You»        | 2:39          |
| 2.            | «Day of the Locusts»    | 3:57          |
| 3.            | «Time Passes Slowly»    | 2:33          |
| 4.            | «Went to See the Gypsy» | 2:49          |
| 5.            | «Winterlude»            | 2:21          |
| 6.            | «If Dogs Run Free»      | 3:37          |

| Друга сторона | Друга сторона        | Друга сторона |
| #             | Назва                | Тривалість    |
| ------------- | -------------------- | ------------- |
| 1.            | «New Morning»        | 3:56          |
| 2.            | «Sign on the Window» | 3:39          |
| 3.            | «One More Weekend»   | 3:09          |
| 4.            | «The Man in Me»      | 3:07          |
| 5.            | «Three Angels»       | 2:07          |
| 6.            | «Father of Night»    | 1:27          |